# Attisch (dialect)

Verbreiding van de Oudgriekse dialecten. Attisch in het magenta.

Het Attisch is een Oudgrieks dialect. Het vindt zijn oorsprong op het Griekse schiereiland Attica, met daarop de stad Athene. Omdat Athene in de klassieke oudheid het belangrijkste economische en culturele centrum van de Griekse wereld was, verspreidde het lokale Ionisch-Attische dialect (de taal van Sokrates, Xenophon, Sophocles, Plato, Thucydides en Demosthenes) zich buiten zijn oorspronkelijke grenzen en groeide het uit tot een soort algemene omgangstaal in de Griekssprekende gebieden. Dit is de reden dat in onze scholen hoofdzakelijk de Attische grammatica wordt onderwezen. Het is niet verwonderlijk dat de eerste Griekse eenheidstaal, het Koinè-Grieks, is ontstaan uit dit dialect.

## Alfabet
| De kleine letters: | α β γ δ ε ζ η θ ι κ λ μ ν ξ ο π ρ σ/ς* τ υ φ χ ψ ω |
|                    |                                                    |
| De hoofdletters:   | Α Β Γ Δ Ε Ζ Η Θ Ι Κ Λ Μ Ν Ξ Ο Π Ρ Σ Τ Υ Φ Χ Ψ Ω    |

* = de kleine sigma heeft twee vormen:
- σ voor op het begin of in het midden van een woord.
- ς voor op het einde van een woord.

## Grammatica

### Substantieven
De substantieven kunnen een lidwoord, dat niet in het Latijn voorkomt, hebben.
Het Grieks heeft 5 naamvallen:
- Nominativus (nom), gebruikt bij onderwerpen
- Accusativus (acc), gebruikt bij lijdende voorwerpen
- Genitivus (gen), gebruikt bij aanduidingen van bezit of als aanvulling
- Dativus (dat), gebruikt als aan/voor bij personen of met/door bij objecten, of als aanvulling
- Vocativus (voc), gebruikt als iemand iets zegt

Er zijn drie genera:
- Mannelijk
- Vouwelijk
- Onzijdig

Als laatst waren er oorspronkelijk drie getallen, maar de dualis werd gedurende de jaren minder vaak gebruikt:
- Singularis: één zaak
- Dualis: twee zaken
- Pluralis: meer dan één zaak

#### Eerste klasse
De modellen van de eerste klasse zijn:
- ὁ δοῦλος (ho doûlos): de slaaf
- ἡ τιμή (hē timè): de eer, het eerbewijs
- το δῶρον (to dooron): het geschenk

|     | enk        | enk       | enk       |  | mv           | mv          | mv          |
|     | m          | vr        | onz       |  | m            | vr          | onz         |
| --- | ---------- | --------- | --------- |  | ------------ | ----------- | ----------- |
| nom | ὁ δοῦλος   | ἡ τιμή    | τὸ δῶρον  |  | οἱ δοῦλοι    | αἱ τιμαί    | τὰ δῶρα     |
| acc | τὸν δοῦλον | τὴν τιμήν | τὸ δῶρον  |  | τοὺς δούλους | τὰς τιμάς   | τὰ δῶρα     |
| gen | τοῦ δούλου | τῆς τιμῆς | τοῦ δώρου |  | τῶν δούλων   | τῶν τιμῶν   | τῶν δώρων   |
| dat | τῷ δούλῳ   | τῇ τιμῇ   | τῷ δώρῳ   |  | τοῖς δούλοις | ταῖς τιμαῖς | τοῖς δώροις |
| voc | ὦ δοῦλε    | ὦ τιμή    | ὦ δῶρον   |  | ὦ δοῦλοι     | ὦ τιμαί     | ὦ δῶρα      |

#### Tweede klasse
De modellen van de tweede klasse zijn:
- ὁ ῥήτωρ (ho rètoor): de redenaar
- τὸ σῶμα (to sοôma): het lichaam

|     | enk          | enk          |  | mv               | mv              |
|     | m + vr       | onz          |  | m + vr           | onz             |
| --- | ------------ | ------------ |  | ---------------- | --------------- |
| nom | ὁ ῤήτωρ      | τὸ σῶμα      |  | οἰ ῤήτορ-ες      | τὰ σώματ-α      |
| acc | τὸν ῤήτορ-α  | τὸ σῶμα      |  | τοὺς ῤήτορ-ας    | τὰ σώματ-α      |
| gen | τοῦ ῤήτορ-ος | τοῦ σώματ-ος |  | τῶν ῤητόρ-ων     | τῶν σωμάτ-ων    |
| dat | τῷ ῤήτορ-ι   | τῷ σώματ-ι   |  | τοῖς ῤήτορ-σι(ν) | τοῖς σώμα-σι(ν) |

### werkwoorden
Bij de werkwoorden zitten de personen (ik, jij, hij, wij, ... ) in de vorm zoals in het Latijn. Er is net als in het Nederlands een actief en een passief, maar er is ook een in het Nederlands niet bestaand medium. Het medium kan op verschillende manieren vertaald worden, namelijk als een actief werkwoord, als een wederkerend werkwoord en als een passief werkwoord.
| INFINITIVUS | activum | vertaling | medium   | vertaling         |
| ----------- | ------- | --------- | -------- | ----------------- |
|             | λύειν   | losmaken  | λύ-εσθαι | worden losgemaakt |

| INDICATIVUS | activum    | vertaling          | medium   | vertaling                                             |
| ----------- | ---------- | ------------------ | -------- | ----------------------------------------------------- |
| enkelvoud   | λύ-ω       | ik maak los        | λύ-ομαι  | ik word losgemaakt/ ik maak mezelf los                |
| enkelvoud   | λύ-εις     | jij maakt los      | λύ-ει    | jij wordt losgemaakt/jij maakt jezelf los             |
| enkelvoud   | λύ-ει      | hij, zij maakt los | λύ-εται  | hij, zij wordt losgemaakt/hij, zij maakt zichzelf los |
| meervoud    | λύ-ομεν    | wij maken los      | λυ-όμεθα | wij worden losgemaakt/wij maken onszelf los           |
| meervoud    | λύ-ετε     | jullie maken los   | λύ-εσθε  | jullie worden losgemaakt/jullie maken jezelf los      |
| meervoud    | λύ-ουσι(v) | zij maken los      | λύ-оvται | zij worden losgemaakt/zij maken zichzelf los          |

| IMPERATIVUS | activum | vertaling | medium  | vertaling                          |
| ----------- | ------- | --------- | ------- | ---------------------------------- |
| enkelvoud   | λύ-ε    | maak los  | λύ-ου   | word los gemaakt!/maak jezelf los! |
| meervoud    | λύ-ετε  | maak los  | λύ-εσθε | word los gemaakt!/maak jezelf los! |

Bij de 3e persoon meervoud wordt de 'ν' aan het eind van het werkwoord gezet zodra:
- Het het laatste woord in de zin is.
- Het volgende woord in de zin met een klinker (α,ε, η, ι, ο, υ, ω) begint.

Men noemt dit een welluidendheidsnu.